# سیمین غانم
سیمین غانِم (زادهٔ ۲۲ فروردین ۱۳۲۳) خواننده ایرانی است. از جمله آثار سرشناس غانم می‌توان به سیب، پرنده، مرد من، از تو تنها شدم و قلک چشات اشاره کرد. در سال ۲۰۲۲ ریمیکسی از ترانه سیب توسط گروه اودزا به نام پشت خورشید ساخته شده‌ که در بازی فیفا ۲۳ و همچنین در تیتراژ آغازین کنفرانس جهانی توسعه‌دهندگان اپل در سال ۲۰۲۲ استفاده شد.

## آغاز زندگی

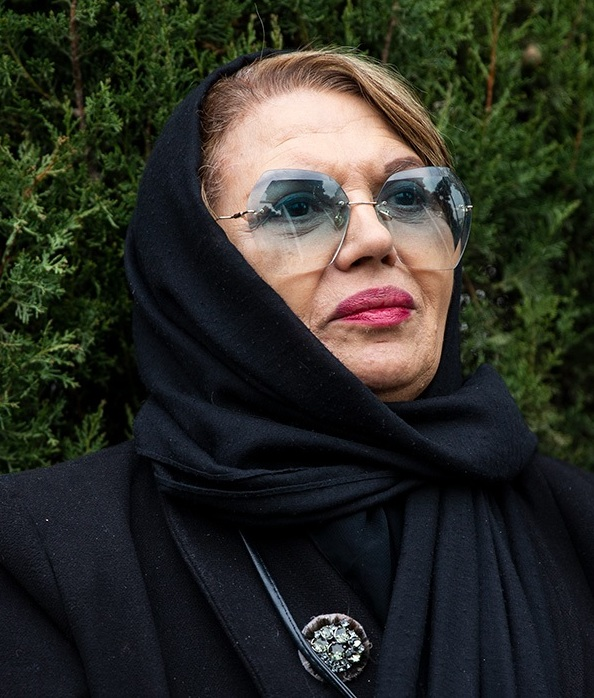

سیمین غانم در سال ۱۳۲۳ از پدری اهل تهران و مادری اهل ساری در شهر تنکابن زاده شد. او از ۹ سالگی در جشن‌های مدرسه می‌خواند. غانم در سال ۱۳۴۱ در مسابقه‌های آموزشگاه‌های ایران در رشتهٔ آواز اول شد.
پدر سیمین غانم رئیس ادره دارایی بود و در در هنگام تولد سیمین، از تهران به تنکابن منتقل شده بود. او بعدها به کار تجارت مشغول شد. خانواده سیمین غانم حدود هشت سالگی او به تهران بازگشتند. سیمین غانم دختر خاله تورج شعبانخانی است.

## زندگی هنری

### نخستین اجرای تلویزیونی
نخستین اجرای تلویزیونی سیمین غانم، ترانهٔ موج خروشان با تنظیم مرتضی حنانه و تهیه عباس زندی در سال ۱۳۴۷ بود.

### فعالیت رسمی
سیمین غانم فعالیت رسمی خود را از ۲۵ سالگی و در سال ۱۳۴۸ آغاز کرد. او دوره موسیقی سنتی و ردیف را زیر نظر محمود کریمی گذراند. مدتی نیز نزد مرتضی حنانه قواعد موسیقی و سلفژ را آموخت و با علی تجویدی در زمینه موسیقی کار کرد. شباهت صدای غانم به دلکش، درها را به روی سیمین گشود. او به فراست دریافت که اگر در چهارچوب موسیقی کلاسیک ایرانی باقی بماند، حتی با این فرض دور از دسترس که بتواند به تکنیک استادانه دلکش برسد. از همین روی، گام در راه موسیقی پاپ اما از نوع خوش‌ساخت و مایه‌دار آن نهاد و در این راه از حمایت آهنگسازان توانایی چون بابک بیات، فریبرز لاچینی و… بهره‌مند شد. اگر چه او آثار آهنگسازان کلاسیک ایران از قبیل علی تجویدی و همایون خرم را نیز به زیبایی اجرا کرد، اما شهرت و کشش مردمی او را باید ناشی از کارهای پاپ او دانست. قلک چشات نخستین ترانه او به سبک جدید و از سروده‌های سعید دبیری و آهنگی از فریبرز لاچینی بود. 
صدای سیمین غانم که در محدوده کنترآلتو قرار می‌گیرد،

### ازدواج
ماجرای ازدواج خانم سیمین غانم از زبان خودش:

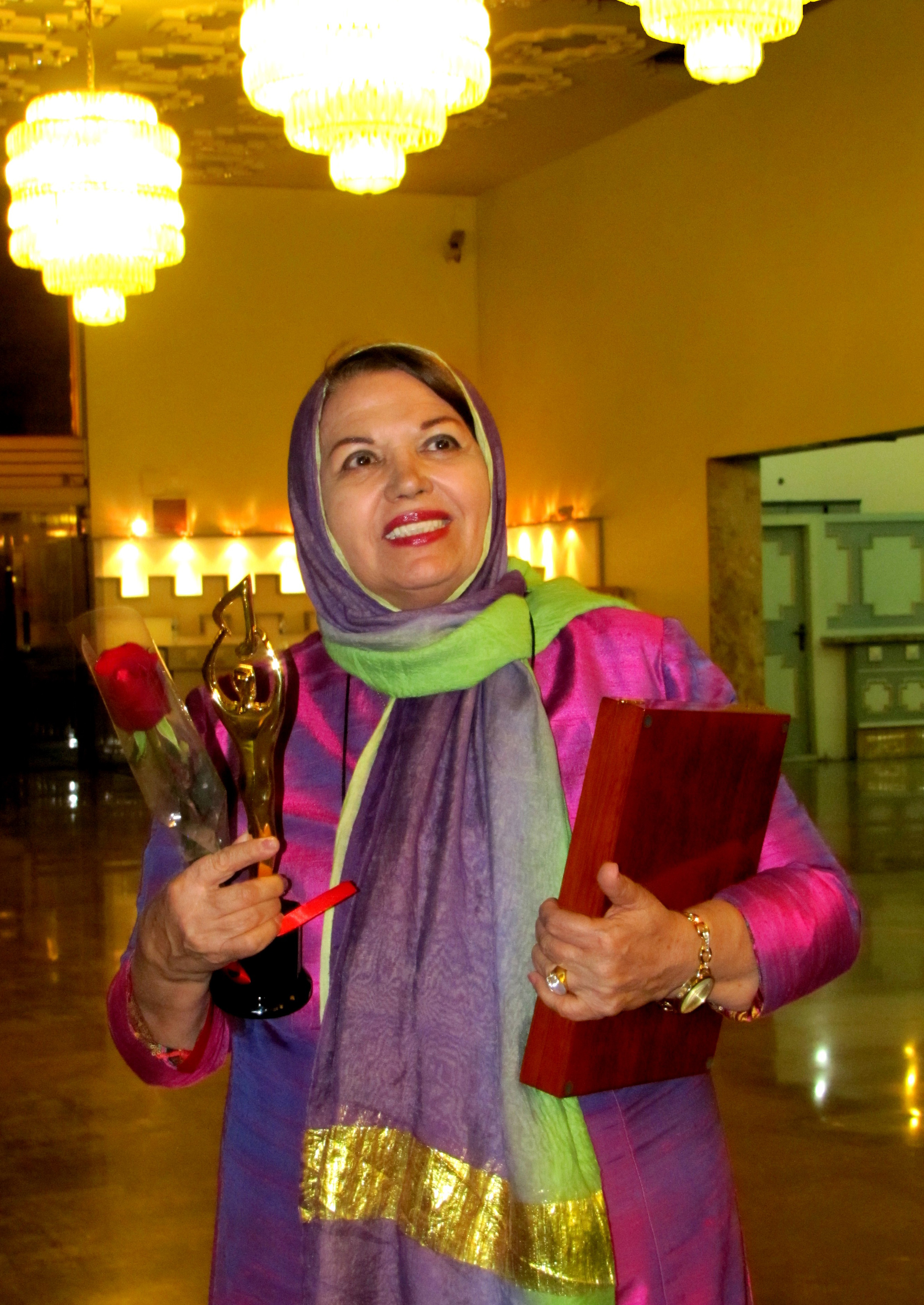
شهریور ماه سال 1392 جشنواره موسیقی ما مراسم تقدیر از بانو سیمین غانم

به دلیل مخالفت خانواده‌ام برای ورود به دنیای موسیقی ازدواج کردم. با خودم گفتم بهترین راهکار برای من یک ازدواج مناسب است، ازدواج با فردی که درک درستی نسبت به هنر داشته باشد و به من هم اعتماد کند و ضمن رعایت همه موازین اجازه فعالیت موسیقایی به من دهد. افراد زیادی به خواستگاری من آمدند اما هیچ‌کدام از آن‌ها نمی‌توانستند نظر من را تأمین کنند. تا اینکه با همسرم آشنا شدم. در همان روزهای اول ازدواجم به این موضوع پی بردم که او همان فردی است که انتظارش را می‌کشیدم. زمانی که ازدواج کردم بیست و پنج سال داشتم و از آن به بعد فعالیت موسیقی‌ام را به شکل جدی پیگیری کردم. اما به همسرم اطمینان دادم که همه موازین را رعایت می‌کنم و کاری نمی‌کنم که مایهٔ سرشکستگی او شوم و از دوران جوانیم تا به امروز به این عهدم وفادار بودم.

### جشن موسیقی ما
بانو سیمین غانم، از هنرمندان برجستهٔ عرصهٔ موسیقی پیش از سال ۱۳۵۷ ایران، با آثاری خاطره‌انگیز برای نسل‌های پیش و پس از آن سال، یادآور لحظاتی ناب و ماندگار است. این هنرمند روز دوشنبه، ۳۱ شهریورماه ۱۳۹۲، در آیین بزرگداشت اهالی هنر در تالار وحدت تهران، در میان استقبال گرم هنرمندان و دوستداران موسیقی مورد تجلیل قرار گرفت.
به پاس سال‌ها فعالیت هنری در عرصهٔ موسیقی، تندیس جشنواره و لوح تقدیر موسیقی ما با حضور پیشکسوتان اهالی هنر به ایشان اهدا شد و این تقدیر با استقبال پرشور حاضران و تشویق‌های صمیمانهٔ آنان همراه بود؛ تجلیلی که نشانی از پیوند ماندگار هنر او با فرهنگ و موسیقی این سرزمین است.

### پس از انقلاب
غانم بیش از دو دهه در سال‌های پس از انقلاب ۱۳۵۷ از خوانندگی بازماند. نخستین کنسرت او پس از انقلاب در مهر ۱۳۷۸ در سینما صحرا در تهران برگزار شد. هم‌اکنون سیمین غانم به همراه خانواده خود در ایران به سر می‌برد و گهگاه به اجرای کنسرت می‌پردازد.

## تحریم جشنواره موسیقی فجر
در بهمن ۱۴۰۳ پس از حسین علیزاده و محسن چاوشی، سیمین غانم نیز مراسم گرامیداشت خود در جشنواره موسیقی فجر را رد کرد و با انتقاد از محدودیت‌هایی که برای آواز زنان در ایران وجود دارد گفت حتی فرصت کنسرت دادن برای زنان هم در سال‌های اخیر از او گرفته شده است.

## ترانه‌شناسی

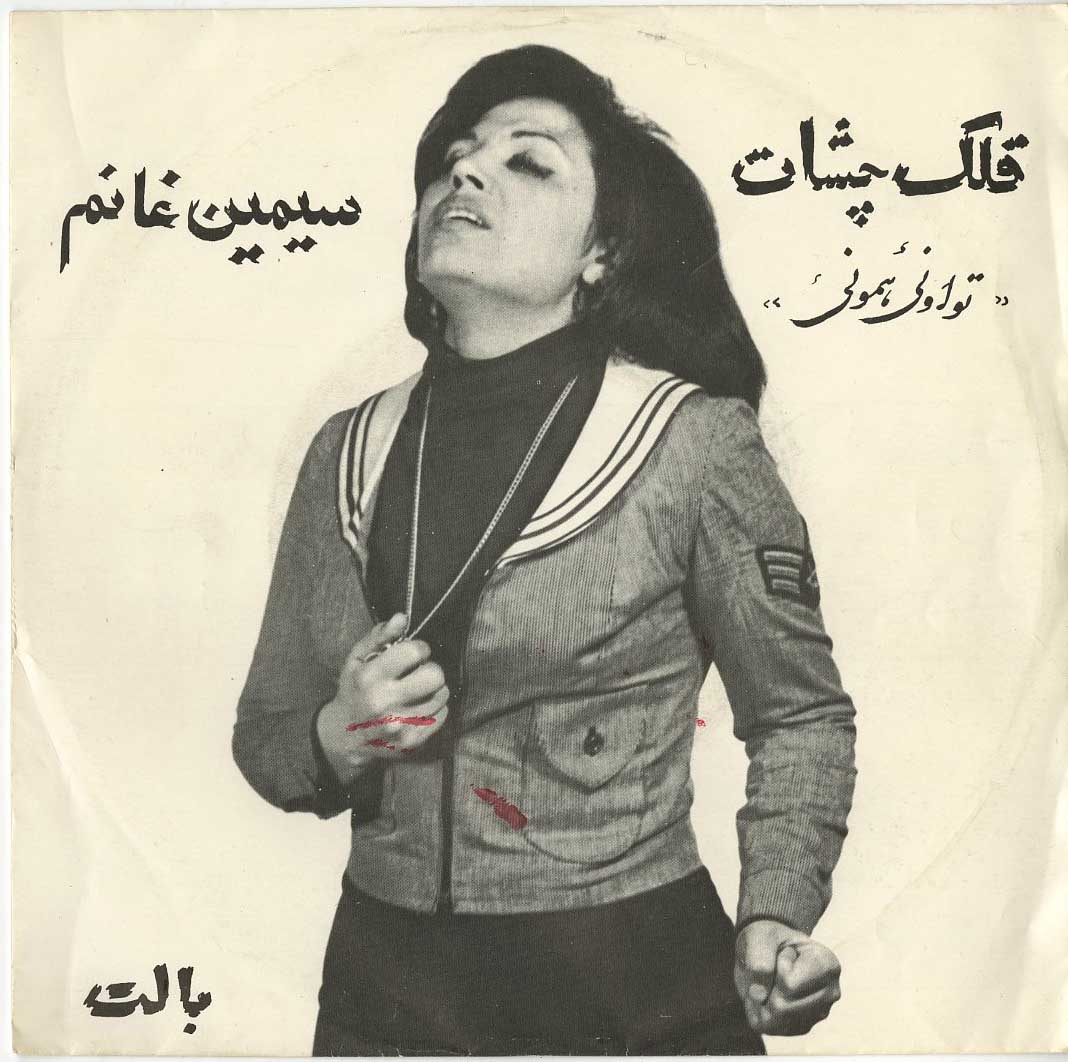

### شرکت کاسپین سیمین غانم ۲
| نام ترانه  | ترانه‌سرا    | آهنگساز         | تنظیم           |
| ---------- | ----------- | --------------- | --------------- |
| رقص باران  | عمران صلاحی | حسین یوسف زمانی | حسین یوسف زمانی |
| رها شده    |             | جواد لشکری      | جواد لشکری      |
| غم تنهایی  | ایرج نیری   | جواد لشکری      | جواد لشکری      |
| عشق زودگذر | صراف پور    | جواد لشکری      | جواد لشکری      |
| غم هستی    | بهادر یگانه | جواد لشکری      | جواد لشکری      |
| ساقی       | سلمان ساوجی | علی تجویدی      |                 |
| آواز       | سعدی        |                 |                 |

### آلبومبه کنارم بنشین، شرکت آونگ، ۱۳۵۵
| نام ترانه      | ترانه‌سرا        | آهنگساز    |
| -------------- | --------------- | ---------- |
| ماتم           | اکبر آزاد       | اکبر آزاد  |
| ای گل من       | اسماعیل نواب‌صفا | مهدی خالدی |
| آمد نوبهار     | اسماعیل نواب‌صفا | مهدی خالدی |
| به کنارم بنشین | رهی معیری       | مهدی خالدی |
| آب روان        | علی اشتری       | جلیل زلاند |

### آلبومماتم، شرکت کاسپین، ۱۳۵۷
| نام ترانه          | ترانه‌سرا      | آهنگساز       | تنظیم         |
| ------------------ | ------------- | ------------- | ------------- |
| ماتم               | اکبر آزاد     | اکبر آزاد     |               |
| ستاره سحر          |               |               |               |
| بسوزان             | الفت          | علی تجویدی    |               |
| آهنگم              |               |               |               |
| آسمون از تو دلخورم |               |               |               |
| برنامه گل‌ها ۱      |               |               |               |
| برنامه گل‌ها ۲      |               |               |               |
| گل‌های اطلسی        | اردلان سرفراز | فریبرز لاچینی | فریبرز لاچینی |
| آشفته              |               |               |               |
| بزم                |               |               |               |

### آلبومقلک چشات، شرکت کلتکس رکوردز، ۱۳۷۸ / ۲۰۰۰
| نام ترانه                                | ترانه‌سرا        | آهنگساز         | تنظیم           |
| ---------------------------------------- | --------------- | --------------- | --------------- |
| سیب                                      | فرهاد شیبانی    | فریبرز لاچینی   | فریبرز لاچینی   |
| آتش                                      | سعید طبیبی      | همایون خرم      | همایون خرم      |
| بسوزان                                   | الفت            | علی تجویدی      |                 |
| مرد من                                   | ایرج جنتی عطایی | بابک بیات       | بابک بیات       |
| از تو تنها شدم / گل گلدون من (اجرای اول) | فرهاد شیبانی    | فریدون شهبازیان | فریدون شهبازیان |
| لانه مور                                 | باباطاهر        | تورج شعبانخانی  | اریک ارکانت     |
| پرنده                                    | اردلان سرفراز   | حسن شماعی‌زاده   | مارسل استپانیان |
| هم‌نفس                                    | شهیار قنبری     | فریبرز لاچینی   | اریک ارکانت     |
| قلک چشات                                 | سعید دبیری      | فریبرز لاچینی   | اریک ارکانت     |
| قفس بارون                                |                 |                 |                 |
| طره زلفان                                |                 |                 |                 |
| رها شدم                                  | پریدخت مخبر     | جواد لشکری      |                 |
| غم تنهایی                                | محمد ذکایی      | محمد بلادی      | آرمیک           |

### ترانه‌ها به‌ترتیب سال انتشار
| نام ترانه                              | ترانه‌سرا        | آهنگساز         | تنظیم              | سال  |
| -------------------------------------- | --------------- | --------------- | ------------------ | ---- |
| موج خروشان (نخستین ترانه)              | خلیل‌الله خلیلی  | جلیل زلاند      | مرتضی حنانه        | ۱۳۴۷ |
| خداحافظ                                | بهادر یگانه     | جواد لشکری      | مصطفی کسروی        | ۱۳۵۰ |
| اسیر دل                                | بهادر یگانه     | جواد لشکری      | مصطفی کسروی        | ۱۳۵۰ |
| پرنده                                  | اردلان سرفراز   | حسن شماعی‌زاده   | مارسل استپانیان    | ۱۳۵۲ |
| هم‌نفس                                  | شهیار قنبری     | فریبرز لاچینی   | اریک               | ۱۳۵۲ |
| قلک چشات                               | سعید دبیری      | فریبرز لاچینی   | فریبرز لاچینی      | ۱۳۵۲ |
| جاده برفی                              | سعید دبیری      | محمود قراملکی   | محمود قراملکی      | ۱۳۵۲ |
| لانه مور                               | باباطاهر        | تورج شعبان‌خانی  | اریک               | ۱۳۵۲ |
| چه صبوره دل من                         | فرهاد شیبانی    | تورج شعبان‌خانی  | اریک               | ۱۳۵۵ |
| از تو تنها شدم (گل گلدون من) اجرای دوم | فرهاد شیبانی    | فریدون شهبازیان | اسفندیار منفردزاده | ۱۳۵۵ |
| نقطه پایان غم                          | اردلان سرفراز   | تورج شعبان‌خانی  | اریک ارکانت        | ۱۳۵۶ |
| ابر پاییز                              | بهادر یگانه     | جواد لشکری      | مصطفی کسروی        |      |
| ارمغان بهار                            | شهین حنانه      | جواد لشکری      | جواد لشکری         |      |
| انتظار                                 | سیمین بهبهانی   | حسین یوسف‌زمانی  | فرهاد فخرالدینی    |      |
| سکوت آینه                              | مسعود محمودی    | سلیم فرزان      | فرهاد فخرالدینی    |      |
| صدایم کن                               | ایرج جنتی عطایی | عباس خوشدل      |                    |      |
| مرا رها کن (پریشان)                    | محمدعلی شیرازی  | همایون خرم      |                    |      |
| پرواز                                  | الفت            | حسین یوسف‌زمانی  |                    |      |
| آمد بهار                               | معینی کرمانشاهی | مهدی خالدی      |                    |      |
| بی‌قرار                                 | میرناصر شریفی   | مهدی خالدی      |                    |      |
| چه بخواهی چه نخواهی                    | میرناصر شریفی   | مهدی خالدی      |                    |      |
| با تو خوشم                             | الفت            | اکبر محسنی      |                    |      |